# Heinz Mindermann
Heinz Mindermann, Ndy. (ur. 1872 w Bremie, zm. 1959 w Norderney) – niemiecki malarz pejzażysta i marynista. Na stałe mieszkał w Norderney. Głównym tematem jego prac było morze i wybrzeże oraz statki i wioski rybackie.